# Forn de calç Cantagalls
El Forn de calç Cantagalls és una obra de Sant Martí de Tous (Anoia) inclosa a l'Inventari del Patrimoni Arquitectònic de Catalunya.

## Descripció
Es tracta d'un conjunt de forns de guix situats prop de la carretera C-241c. El conjunt el conformen tres forns i una pedrera d'extracció, situada al darrere d'aquests. Gràcies a la inscripció que es conserva en una de les frontisses dels forns, sabem que la construcció dels mateixos es data a principis del segle XX (190X).
En l'actualitat, la infraestructura està en un estat de conservació dolent; té el quaranta per cent de la superfície cobert vegetació forestal i resta part del capell dempeus. Està en desús.